# Totciîne, Lubnî
Totciîne (în ucraineană Тотчине) este un sat în comuna Berezivka din raionul Lubnî, regiunea Poltava, Ucraina.

## Demografie
Componența lingvistică a localității Totciîne
     Ucraineană (100%)
Conform recensământului din 2001, toată populația localității Totciîne era vorbitoare de ucraineană (100%).